# Gunnar Jahn
Gunnar Jahn, född 10 januari 1883, död 1971, var en norsk statistiker.
Jahn blev anställd vid Statistiska centralbyrån 1910, blev dess direktör 1920 och föreläste i statistik vid Oslo universitet från 1913. Han har bland annat utgett Statiskikkens teknik og metode (1920, 2:a upplagan 1930).
Jahn var finansminister i Johan Ludwig Mowinckels regering 1934-35 och i Einar Gerhardsens samlingsregering 1945. Han var även medlem av det regerande administrationsrådet april-september 1940 och en av ledarna för motståndsrörelsen i Norge tills han arresterades 1944. Jahn var 1946-54 direktör för Norges Bank.